# Branko Filip
Branko Filip (Novo mesto, 18 maart 1975) is een voormalig Sloveens wielrenner. Hij was professional van 1997 tot en met 2004.

## Erelijst
1993
- Eindklassement Vöslauer Jugend Tour (junioren)

1998
- Eindklassement Ronde van Slovenië

1999
- Sloveens kampioen tijdrijden